# Igreja de Nossa Senhora de Liesse

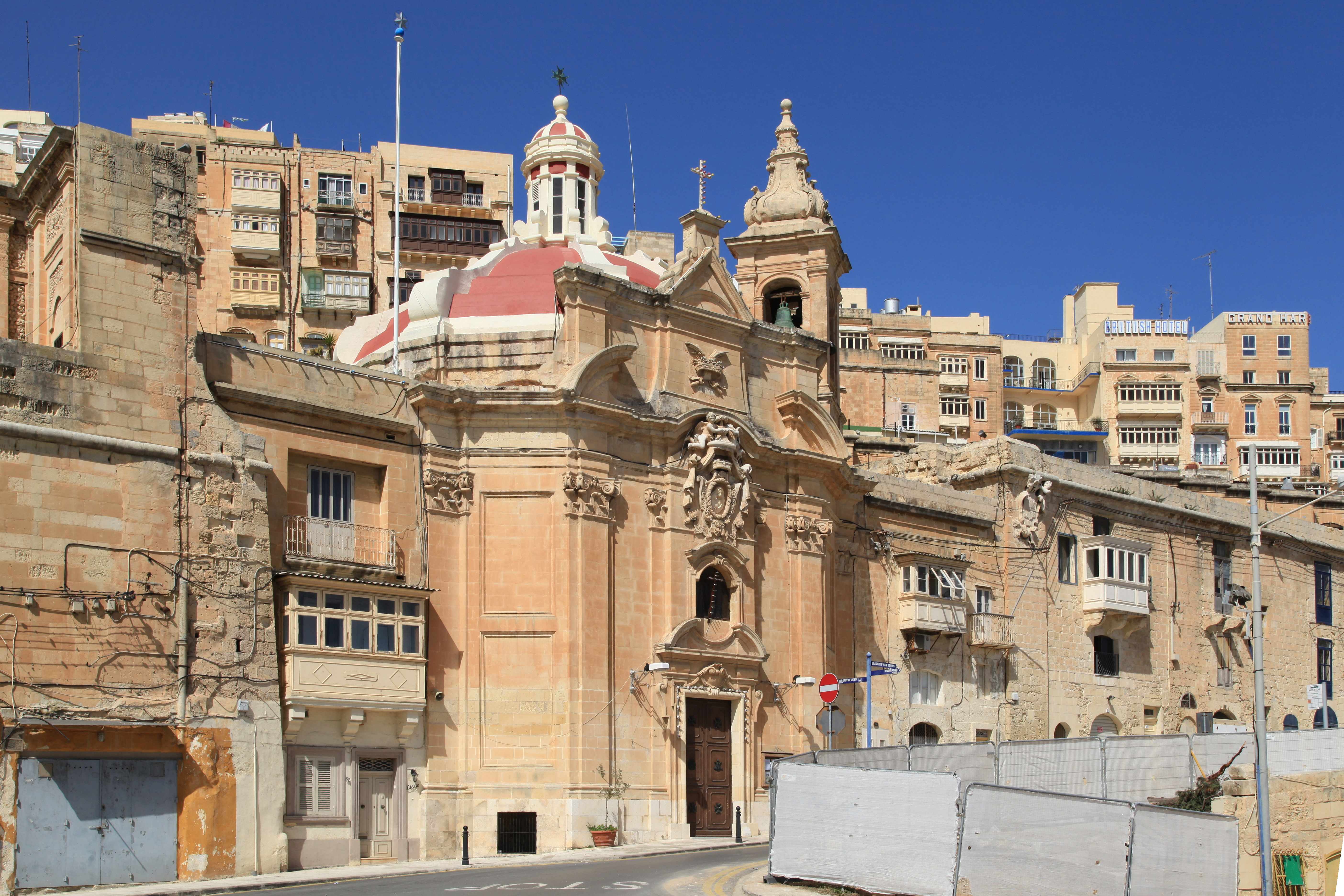
Igreja de Nossa Senhora de Liesse

A Igreja de Nossa Senhora de Liesse é uma igreja na cidade de Valeta, em Malta.